# 8. ceremonia wręczenia Złotych Globów
8. ceremonia wręczenia Złotych Globów odbyła się 28 lutego 1951 roku w klubie Ciro w Los Angeles. Nagrody przyznano w 13 kategoriach. Po raz pierwszy rozdane zostały Nagrody Henrietty.

## Laureaci i nominowani
Laureaci nagród wyróżnieni są wytłuszczeniem

### Najlepszy film
- Bulwar Zachodzącego Słońca
- Wszystko o Ewie
- Urodzeni wczoraj
- Cyrano de Bergerac
- Harvey

### Najlepsza aktorka w filmie dramatycznym
- Gloria Swanson – Bulwar Zachodzącego Słońca
- Bette Davis – Wszystko o Ewie
- Judy Holliday – Urodzeni wczoraj

### Najlepsza aktorka w filmie komediowym lub musicalu
- Judy Holliday – Urodzeni wczoraj
- Spring Byington – Louisa
- Betty Hutton – Rekord Annie

### Najlepszy aktor w filmie dramatycznym
- José Ferrer – Cyrano de Bergerac
- Louis Calhern – The Magnificent Yankee
- James Stewart – Harvey

### Najlepszy aktor w filmie komediowym lub musicalu
- Fred Astaire – Trzy krótkie słowa
- Dan Dailey – When Willie Comes Marching Home
- Harold Lloyd – The Sin of Harold Diddlebock

### Najlepsza aktorka drugoplanowa
- Josephine Hull – Harvey
- Judy Holliday – Żebro Adama
- Thelma Ritter – Wszystko o Ewie

### Najlepszy aktor drugoplanowy
- Edmund Gwenn – Mister 880
- George Sanders – Wszystko o Ewie
- Erich von Stroheim  – Bulwar Zachodzącego Słońca

### Najlepszy reżyser
- Billy Wilder – Bulwar Zachodzącego Słońca
- Joseph L. Mankiewicz – Wszystko o Ewie
- John Huston – Asfaltowa dżungla
- George Cukor – Urodzeni wczoraj

### Najlepszy scenariusz
- Joseph L. Mankiewicz – Wszystko o Ewie
- John Huston, Ben Maddow – Asfaltowa dżungla
- Charles Brackett, D.M. Marshman Jr., Billy Wilder – Bulwar Zachodzącego Słońca

### Najlepsza muzyka
- Franz Waxman – Bulwar Zachodzącego Słońca
- Leith Stevens – Kierunek Księżyc
- Bronisław Kaper – A Life of Her Own

### Najlepsze czarno-białe zdjęcia
- Franz Planer – Cyrano de Bergerac
- Harold Rosson – Asfaltowa dżungla
- John Seitz – Bulwar Zachodzącego Słońca

### Najlepsze kolorowe zdjęcia
- Robert Surtees – Kopalnie króla Salomona
- Ernest Palmer – Złamana strzała
- George Barnes – Samson i Dalila

### Aktorskie odkrycie roku
- Gene Nelson – Herbatka we dwoje
- Mala Powers – Cyrano de Bergerac
- Debbie Reynolds – Trzy krótkie słowa

### Najlepszy film promujący międzynarodowe zrozumienie
- Złamana strzała
- Podzielone miasto
- The Next Voice You Hear...

### Nagroda Henrietty
- Gregory Peck
- Jane Wyman